# Lasioglossum guaruvae
Lasioglossum guaruvae là một loài Hymenoptera trong họ Halictidae. Loài này được Moure mô tả khoa học năm 1987.